# Dr. Csont (hatodik évad)
A hatodik évad premierje 2010. szeptember 23-án volt a FOX televíziós csatornán. Az egyes epizódokat csütörtökönként 20.00 órai kezdettel vetítette a csatorna, de 2011-ben már egy későbbi idősávba, csütörtökönkénti 21.00 órára tették át a sorozat vetítését. Az évad 23 epizódból áll.
A szériát Magyarországon az RTL Klub kezdte el vetíteni 2012. április 16-án, továbbra is hétfő esténként.

## Epizódok
| Epizód száma | Epizód címe                                               | Vetítés időpontja az USA-ban / Magyarországon |
| --- | --------------------------------------------------------- | --------------------------------------------- |
| 6.01 | The Mastodon in the Room / A nagy csapat visszatér        | 2010. szeptember 23. / 2012. április 16.      |
| Cam állása veszélybe kerül, amiért nem tudja egyértelműen azonosítani egy gyermekhalál áldozatát. Caroline összehívja a csapatot, hogy siessenek Washingtonba, és segítsenek Camnek. Booth Afganisztánból, Brennan és Daisy Indonéziából, Hodgins és Angela Párizsból tér vissza, Sweets pedig hosszabb szabadságát szakítja meg.                          |                                                           |                                               |
| 6.02 | The Couple in the Cave / Szerelem mindhalálig             | 2010. szeptember 30. / 2012. április 23.      |
| Egy park egyik barlangjában két holttestet találnak, egymás karjaiban. Hannah visszatér Afganisztánból, de ez az új helyzet Booth-nak és Brennan-nek is furcsa. |                                                           |                                               |
| 6.03 | The Maggots in the Meathead / Gyilkos valóságshow         | 2010. október 7. / 2012. május 7.             |
| New Jersey partvidékén egy oszló hullát találnak. Az áldozat egy valóságshow körül bulizó csapat egyike volt. Booth és Hannah összeköltöznek és Angela terhességéről pedig tudomást szereznek a többiek is. |                                                           |                                               |
| 6.04 | The Body and the Bounty / A fejvadász                     | 2010. október 14. / 2012. május 14.           |
| Két különböző helyszínen találnak rá egy hulla testrészeire. Fejvadász volt, aki egy gyilkosságért elítélt szökevényt üldözött. Egy gyerekműsor vezetője segít a csapatnak, de cserébe a következő adást a laborban forgathatja le. |                                                           |                                               |
| 6.05 | The Bones That Weren't / Bebetonozva                      | 2010. november 4. / 2012. május 21.           |
| Egy betontban elrejtett koponyára bukkannak. Hodgins és Angela ez alapján rekonstruálják a csontvázat. Hannah-t egy riport-körútján meglövik. |                                                           |                                               |
| 6.06 | The Shallow in the Deep / Titkok a mélyben                | 2010. november 11. / 2012. június 4.          |
| Egy elsüllyedt rabszolgaszállító hajón talált maradványok vizsgálata közben kiderül, hogy ez egyik tetem nem rabszolga volt hanem meggyilkolták. A csapat az ügyön és a hajón talált maradványok azonosításán is dolgozik. |                                                           |                                               |
| 6.07 | The Babe in the Bar / Édes a bosszú                       | 2010. november 18. / 2012. június 11.         |
| Egy cég csokoládéjából kerül elő egy női tetem. A nő a cégnél dolgozott, és hamarosan felmerül, hogy féltékenység, testvéri irigység, vagy ipari kémkedési is lehet az indíték. |                                                           |                                               |
| 6.08 | The Twisted Bones in the Melted Truck / Izzó féltékenység | 2010. december 2. / 2012. június 18.          |
| Egy kiégett kocsiban olvadtnak tűnő csontokat találnak. Egy golyó, vagy egy tőr végzett a férfival. |                                                           |                                               |
| 6.09 | The Doctor in the Photo / Tükörkép                        | 2010. december 9. / 2012. június 25.          |
| Egy kidőlt fa gyökerénél egy emberi holttest maradványaira találnak. Brennan kideríti, hogy az áldozat szakmailag briliáns, ám az emberekkel nehezen kapcsolatot találó, magányos szívsebész volt. Brennan önmagára ismer, és kötődni kezd az áldozathoz.                                                                                                  |                                                           |                                               |
| 6.10 | The Body in the Bag / Hamis barátok                       | 2011. január 20. / 2012. augusztus 27.        |
| Egy nő holttestére saját fürdőszobájában az áldozat barátja talál rá. Később kiderül, hogy a vélelmezett áldozat nem halt meg, és a hulla másvalakié. |                                                           |                                               |
| 6.11 | The Bullet in the Brain / Egy lövés a fejbe               | 2011. január 27. / 2012. szeptember 3.        |
| A Sírásót, egy tárgyalására szállítják, amikor megölik. Booth szerint csakis egy profi mesterlövész lehetett az elkövető. |                                                           |                                               |
| 6.12 | The Sin in the Sisterhood / Nővérek és feleségek          | 2011. február 3. /                            |
| Egy kukoricaföldön találják egy testet. A gazdának sok felesége volt, és Booth más furcsaságot is kiderít az emberről. |                                                           |                                               |
| 6.13 | The Daredevil in the Mold / A BMX-bajnok                  | 2011. február 10. / 2012. szeptember 17.      |
| Egy penészgombával borított testet vizsgálnak. Sérülései nagy esésre utalnak. A tettest a BMX pályán keresik. |                                                           |                                               |
| 6.14 | The Bikini in the Soup / Gyilkos esküvő                   | 2011. február 17. / 2012. szeptember 24.      |
| Saját otthonában, egy szoláriumban találnak meg egy testet. Valentin-nap van, ezért Cam sürgeti a többieket, hogy elérje a randiját Paullal. |                                                           |                                               |
| 6.15 | The Killer in the Crosshairs / Célkeresztben              | 2011. február 17. / 2012. október 1.          |
| Egy pénzhamisítót, megölnek. Brennan és Booth rájönnek, hogy a tettes a profi mesterlövész és Booth ellenlábasa, Jacob Broadsky volt. Broadsky újabb akcióját, megpróbálják megakadályozni ahol a célpont egy a férfi által bűnösnek tartott valaki lesz.                                                                                                  |                                                           |                                               |
| 6.16 | The Blackout in the Blizzard / Összezárva                 | 2011. március 17. / 2012. október 8.          |
| A nagy hóesés tör ki Washingtonban, Booth és Brennan egy liftben ragadnak. Telefonon tartják a kapcsolatot a többiekkel, és közben van idejük saját kapcsolatuk újraértékelésére is. |                                                           |                                               |
| 6.17 | The Feet on the Beach / Határvita                         | 2011. április 7. / 2012. október 15.          |
| Az amerikai-kanadai határon a folyó emberi testrészeket hoz ki a partra. Brennan-nek egy kollégájával kell együtt dolgoznia, de az megnehezíti a munkát, hogy Brennan korábban eléggé erősen fogalmazott Dr. Fillmore szakértelméről. |                                                           |                                               |
| 6.18 | The Truth in the Myth / Erdei legenda                     | 2011. április 14. / 2012. október 15.         |
| Nyugat-Virginia erdejében széttépve találnak rá egy műsorvezetőre, aki babonák után kutatott. Brennan megdöbben, amikor a testen a chupacabrára utaló jeleket talál... |                                                           |                                               |
| 6.19 | The Finder / A kincsvadász                                | 2011. április 21. / 2013. január 7.           |
| Florida mocsárvidékén egy hullát találnak, akiről kiderül, hogy múzeumi alkalmazott volt. A múzeumból egy értékes térkép eltűnt, amelyen egy elsüllyedt hajó lelőhelye látható. Booth felkéri régi katonatársát, hogy segítsen a térkép keresésében. Walter Sherman iraki veterán, paranoiás, de szinte látnoki képességel találja meg az eltűnt dolgokat. |                                                           |                                               |
| 6.20 | The Pinocchio in the Planter / Az őszinte Pinokkió        | 2011. április 28. / 2012. november 5.         |
| Egy játszótér közelében egy férfi maradványaira lelnek, aki egy őszinteség-kampányos csoporthoz csatlakozott. Booth és Brennan egyre mélyebbre merülnek a férfi kapcsolataiban. |                                                           |                                               |
| 6.21 | The Signs in the Silence / A csend hangja                 | 2011. május 5. / 2012. november 12.           |
| A rendőrség egy lányra bukkan, aki épp kést tart a kezében. Igen nagy problémát okoz az, hogy a lány nem akar beszélni. Brennan Sweets és egy gyermekvédelmis segítségével derítenek ki többet a lányról. Brennannek saját, nevelőintézetis emlékei is újra felidéződnek.                                                                                  |                                                           |                                               |
| 6.22 | The Hole in the Heart / Eltévedt golyó                    | 2011. május 12. / 2012. november 19.          |
| Jacob Broadsky továbbra is szabadlábon van és újabb akciót tervez. Fegyvert szerez egy volt társa megölésével. Booth a hullát megtalálja és Broadsky után megy, aki hőkereső kamerával Booth-t akarja lelőni, ám a zseniális doktoranduszt Vincent Nigel-Murrayt találja el.                                                                               |                                                           |                                               |
| 6.23 | The Change in the Game / Még több Booth                   | 2011. május 19. / 2012. november 26.          |
| Egy tekepályán egy játékos maradványait találják. Booth-nak és Brennannek Maxtől, Brennan apjától kell segítséget kérni. Angelanál megindul a szülés, de még így is a kórházi ágyról is segít felderíteni a gyilkost. Brennann is terhes és Booth az apa.                                                                                                  |                                                           |                                               |